# Jacques-Philippe Lallemant
Pour les articles homonymes, voir Lallemant.
Jacques-Philippe Lallemant, né le 18 décembre 1660 à Saint-Valery-sur-Somme et mort le 24 août 1748 à Paris, est un théologien, polémiste, journaliste et critique littéraire jésuite français.

## Biographie
Entré au noviciat en 1677, Lallemant fut nommé en 1717 recteur du collège Louis-le-Grand. Il publia de très nombreux ouvrages sur les affaires de la Chine et contre le jansénisme, enfin sur la bulle Unigenitus dont il était un des plus zélés défenseurs. Il était du conseil du P. Le Tellier, de Vire, et membre, avec Daniel, de Saint-Valery-sur-Somme et Doucin, de Vernon, de ce que les jansénistes appelaient la « cabale des Normands ». Il se donna, pour cette dispute sacrée, tous les mouvements qu’on se donne dans une querelle profane de parti. Sa réfutation du P. Quesnel, parue en 1704, eut un grand succès selon une lettre inédite du duc de Beauvillier à l’évêque d’Alet, 12 décembre 1704.
C’est lui qui, avec le P. le Tellier, avait conseillé au duc du Maine, en 1701, de fonder la publication des Mémoires de Trévoux. Il collabora également à la collection des classiques Barbou.

## Publications
- Le Véritable Esprit des nouveaux disciples de S. Augustin, Bruxelles : chez Antoine Claudinot, 1705, 3 vol., in-12
- Suite du Véritable Esprit des nouveaux disciples de S. Augustin, Bruxelles : chez Antoine Claudinot, 1707, in-12, 572 p.
- Paraphrase des psaumes, en prose, à Paris, 1710, in-12 ;« Elle est, dit Esprit Fléchier, non seulement pure dans les expressions, mais encore exacte et fidèle dans le sens, et dans l’application du texte. L’auteur, pour la rendre plus utile, a cru qu’il devait la rendre plus intelligible. Il a cherché un milieu entre la paraphrase trop libre et la version trop resserrée : il lie ce qui semblait être détaché, il éclaircit ce qui parait obscur, il donne quelque gout à ce qui eut été trop sec. Ces additions, courtes et judicieuses ne défigurent et n’altèrent rien. Il exprime le sens et les sentiments ; il joint l’esprit à la lettre, l’onction à l’intelligence. Ce qu’il ajoute à l’original, ne change rien à ce qu’il y trouve; et ce qu’il y met du sien, il semble qu’il l’ait pris dans l’esprit et dans le cœur du Roi Prophète. »
- Nouveau Testament, 12 vol. in-12.Cet ouvrage, que Lallemant opposa à celui de Quesnel, qui eut moins de succès. Sa diction est correcte et élégante, mais Quesnel a plus d’énergie et un ton plus pénétrant. Les notes que le Père Lallemant a mises à la fin de chaque chapitre, sont très utiles pour l’intelligence du sens littéral.

## Sources
- Louis-Mayeul Chaudon, Dictionnaire universel, historique, critique et bibliographique, t. 7, Lyon, Bruyset ainé, 1804, 9e éd., 644 p. (lire en ligne), p. 39.
- Nicolas-Toussaint Des Essarts, Les Siècles littéraires de la France, t. 4, Paris, Chez l’auteur, 1801, p. 80.